# دكاكيرية الثدي

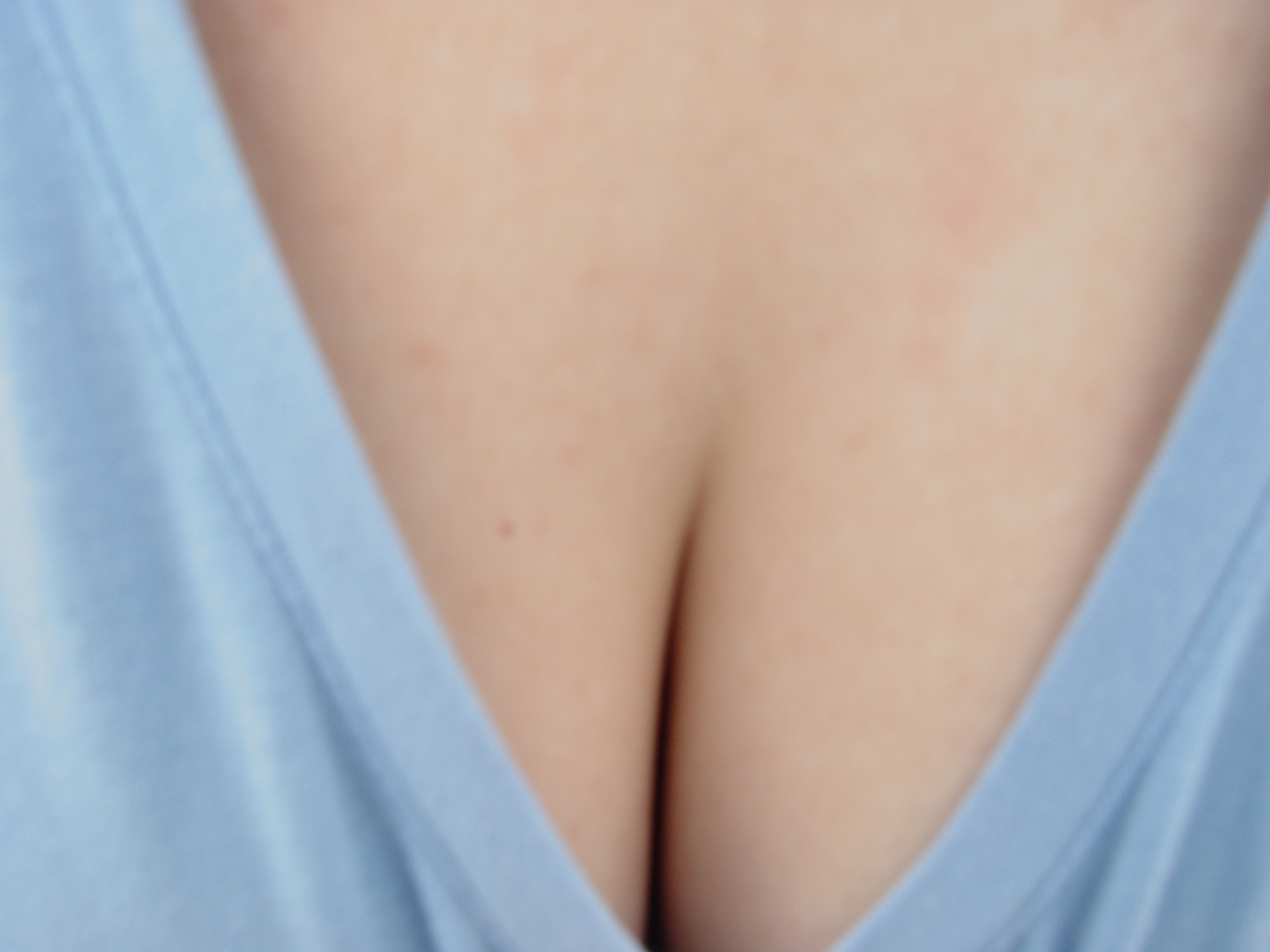
امرأة ترتدي زيًّا مقورًا.

دكاكيرية الثدي، أو ما يُعرف بـميزوفيليا أو ماستوفاكت هو نوع من البارافيليا أو الاضطراب في التفضيل الجنسي يتمثل في الانجذاب بشكل مبالغ فيه لثديي المرأة، ويُستخدم نفس المصطلح أيضاً بمعنى آخر غير بارافيلي، للإشارة للاهتمام الثقافي بثدي المرأة والانجذاب له والتوجه الجنسي الذي يمثله، مع الجدل الحالي حول ما إذا كان الانتشار واسع النطاق للتركيز على الثدي بين الذكور مخالفي التوجه الجنسي في المجتمعات الغربية من أنواع الفتيشية أم شيئاً طبيعياً.

## التفسير العلمي
وقد افترض العلماء أن الانجذاب الجنسي غير البارافيلي إلى الثدي هو نتيجة وظيفته كصفة جنسية ثانوية. على سبيل المثال، يقول عالم الحيوان وإخصائي السلوك ديزموند موريس أن الانخفاض الفارق بين الثديين علامة جنسية تحاكي في شكلها الشق بين الأرداف، ووفقا لموريس في كتابه «القرد العاري» فإن هذا التشابه فريد من نوعه ولا يوجد إلا في البشر، فالقرود الأخرى كقاعدة عامة لها أرداف أكثر من ذلك بكثير. علماء النفس التطوري فسروا أن «تضخم الثديين بشكل دائم على صدور البشر، على عكس الثدييات الأخرى التي تكبر فقط أثداؤها أثناء التبويض وفترات الخصوبة، يسمح لإناث البشر البحث عن اهتمام الذكور من نوعهن وادخاره حتى عندما لا تكون خصبة حقاً».
و بالتأمل والتنظير تبين أن الثديين أيضا في علم الحضارة الحديثة. أصبح فيتيش الثديين مثالا للفكر المعدي (أو الميمة) الذي ينتشر في جميع أنحاء المجتمع، وأن الثدي أصبح ميزة مؤثرة على النشاط الجنسي البشري بدلا من خدمة وظيفته الأساسية وهي الأمومة الخالصة (الرضاعة).
ففي الأدب الطبي من القرن الـ19، اعتُبر التركيز الجنسي على الثدي شكل من أشكال الشذوذ الجنسي، ولكن في العصر الحديث يعتبر هذا الجذب وضعاً طبيعياً إلا إذا كانت شاذة للغاية أو تؤثر بشكل كبير على حياة الشخص الطبيعية، وبالتالي يصبح حينها شكلاً من أشكال الشبق الاجتزائي.

## آراء بديلة
يتم استخدام مصطلح فتيشية الثديين كذلك في سياقات الإثنوغرافية (علم الإنسان) والحركات النسوية لوصف المجتمع ذي الثقافة المكرسة للثدي وفي العادة يكون المعنى استخدام الثدي كغرض جنسي فقط. وقد جادلت بعض أعضاء الحركات النسوية أن حالات فتيشة الثدي تم العثور عليها في أزمان تعود إلى العصر الحجري الحديث، مع أضرحة مدينة كاتال هويوك (في تركيا الحديثة)، فالحفريات الأثرية في المدينة في عام 1960 كشفت جدران الضريح المزينة بأزواج من الثدي بلا أجساد التي على ما يبدو «موجودة من تلقاء نفسها». وتقول إليزابيث جولد ديفيس أن الثديين (جنبا إلى جنب مع القضيب الذكري) كانا معبودين من قبل النساء في كاتال هويوك كأدوات تؤدي للأمومة، ولكنه كان بعد ما وصفته بـ «الثورة الأبوية» عندما خصص الرجال عبادة القضيب و «فتيشية الثدي» لأنفسهم - وعندها «اكتسبت هذه الأعضاء أهميتها الجنسية المعروفة حتى الآن».
قالت بعض الكتاب من الولايات المتحدة صراحةً أن الجاذبية تجاه ثدي الأنثى هو فتيش جنسي، وأنه هو الفتيش الذي اختاره الأمريكان،  وأن فتيشية الثدي في الغالب تتركز بشكل أساسي في الولايات المتحدة فقط.

## الخلفية الثقافية والتاريخية

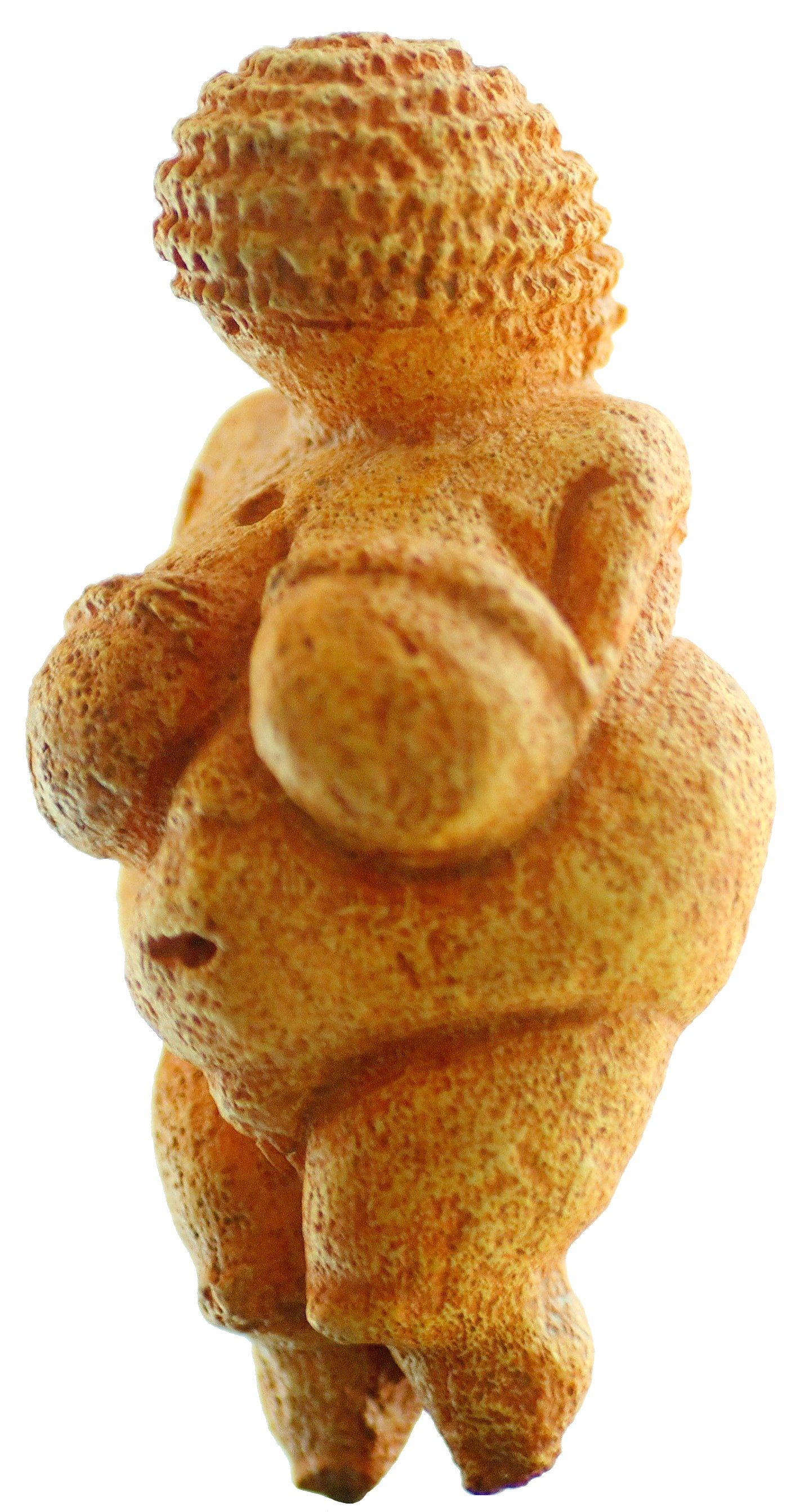
تمثال فينوس المصغر - من العصر الحجري القديم العلوي - الصورة لفينوس ولندورف - من حوالي 28000 ق.م لـ 25000ق.م

هناك جاذبية وافتتان على نطاق واسع بأثداء النساء، وخصوصا حجمها. وقد نسب للموضات النسائية الحديثة التي تركز على الملابس الضيقة وعرض الفارق بين الثديين القول بأنها السبب في زيادة الفتيشية تجاه الثدي. كثير من الناس في الثقافة الغربية، ذكورا وإناثا، ينظرون للثدي كسمة أنثوية مهمة للإناث،  وجانب هام من جوانب الأنوثة، والعديد من النساء تستخدم الفساتين بدون فتحة صدر قريبة من العنق (décolletage) أو العنق المنخفض الذي يعرض الفارق بين الثديين كجزء من الجاذبية البدنية والجنسية.

يعتبر كثير من الأحيان إظهار الفارق بين الثديين مع فتحة الصدر المنخفضة كشكل من أشكال الغزل المؤنث أو الإغواء، وكذلك كجزء من الجمالية أو الإثارة. ومعظم الرجال يشعر بالاستمتاع من رؤية ثدي المرأة،  وبعض الناس يستمد المتعة من عرض شريكته لهذا الفارق بين الثديين، وعندما يتم تعزيز الفارق بين الثديين مع حمالة صدر رافعة أو يكشف بواسطة فتحة العنق المنخفضة فإنه قد يلفت الانتباه. وخلال فترة المراهقة بعض الفتيات تصبحن مهووسات بصورة أجسادهن بما في ذلك حجم الثدي وشكله. ففي جنوب أفريقيا، ترعى إحدى شركات صناعة حمالات الصدر ما يسعرف بـ «يوم الشق الوطني» التي يتم خلالها تشجيع النساء على عرض الفوارق بين أثدائهن.
و في المجتمع الغربي وبعض المجتمعات الأخرى، هناك اختلافات في الرأي حول إذا ما كان عرض الفارق بين الثديين بشكل كبير أمر مقبول في الأماكن العامة أم لا. ففي المجتمع الغربي المعاصر مدى كشف المرأة عن ثدييها يعتمد على السياق الاجتماعي والثقافي. فكشف الفرق بين الثديين أو أي جزء من الثدي للإناث قد يعتبر غير مناسب أو حتى ممنوعا في بعض الأماكن، مثل أماكن العمل، والكنائس، والمدارس، في حين أنه في بعض المساحات يكون مسموحاً به أو حتى مشجعاً عليه. أما كشف الحلمات أو هالات الثدي أو الظهور بدون لباس على الصدر تماماً، يعتبره البعض عادياً وفي بعض الحالات الأخرى يعتبؤر شيئاً بذيئاً أو سلوكاً غير لائق. فقد قال مؤرخ الفن جيمس افر أن المعايير المتغيرة للكشف عن الفارق بين الثديين تظهر بشكل أكثر وضوحا في ملابس السهرة عنها في ملابس المناسبات النهارية أو ملابس العمل في العالم الغربي.